# Aeroportul Internațional Imam Khomeini
Aeroportul Internațional Imam Khomeini (فرودگاه بین‌المللی امام خمینی în persană) este un aeroport în Teheran, Iran, 30 km de la centrul orașului. Aeroportul a fost construit să înlocuiască Aeroportul Internațional Mehrabad și a fost deschis în mai 2004. Aeroportul este numit după conducătorul Revoluției Islamice din 1979, Ruhollah Khomeini.